# Conura flava
Conura flava är en stekelart som först beskrevs av Fabricius 1804.  Conura flava ingår i släktet Conura och familjen bredlårsteklar. Inga underarter finns listade i Catalogue of Life.